# Jacques Pugin
Pour les articles homonymes, voir Pugin.

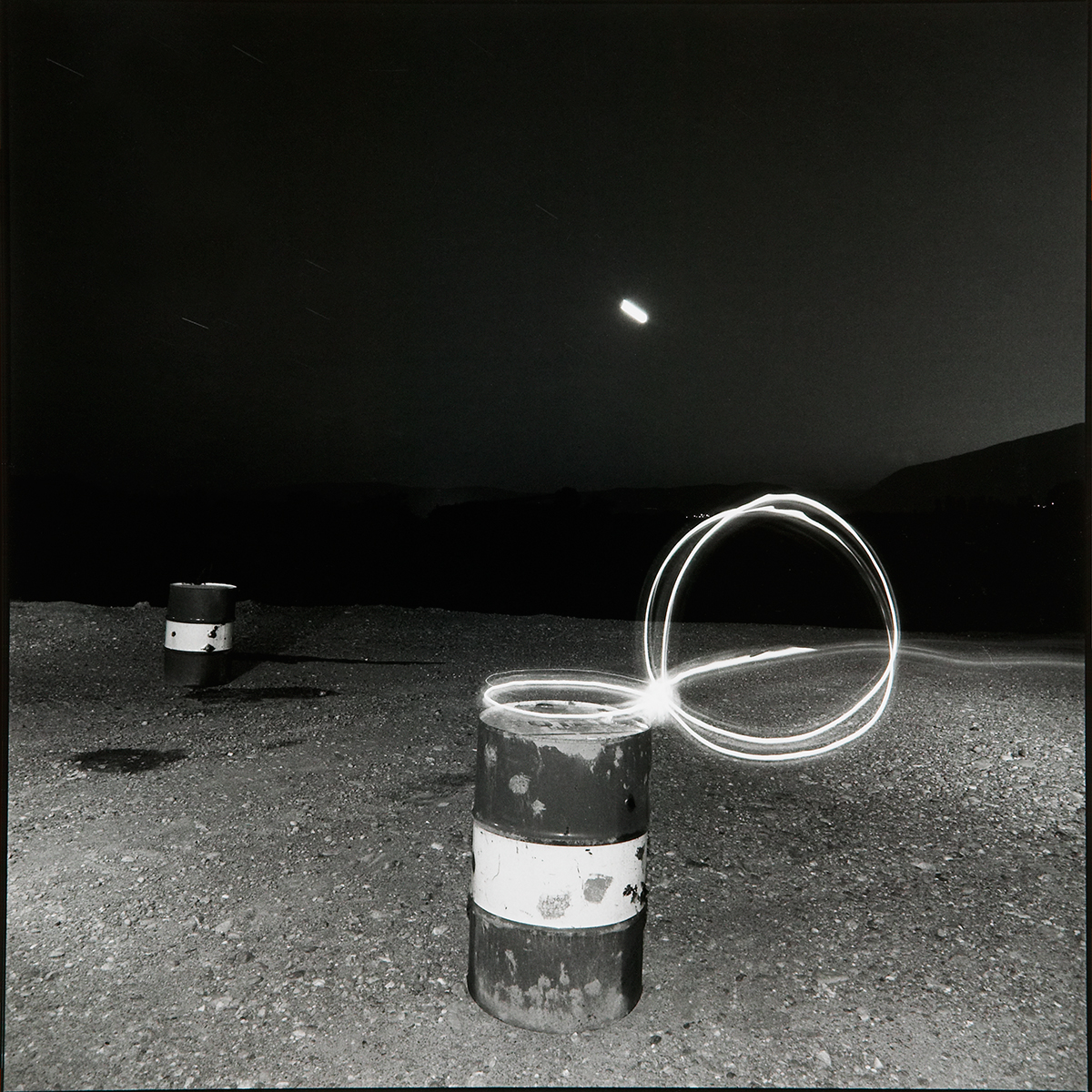
Graffiti greffés #19, 1979, tirage papier argentique vintage 40x 30 cm

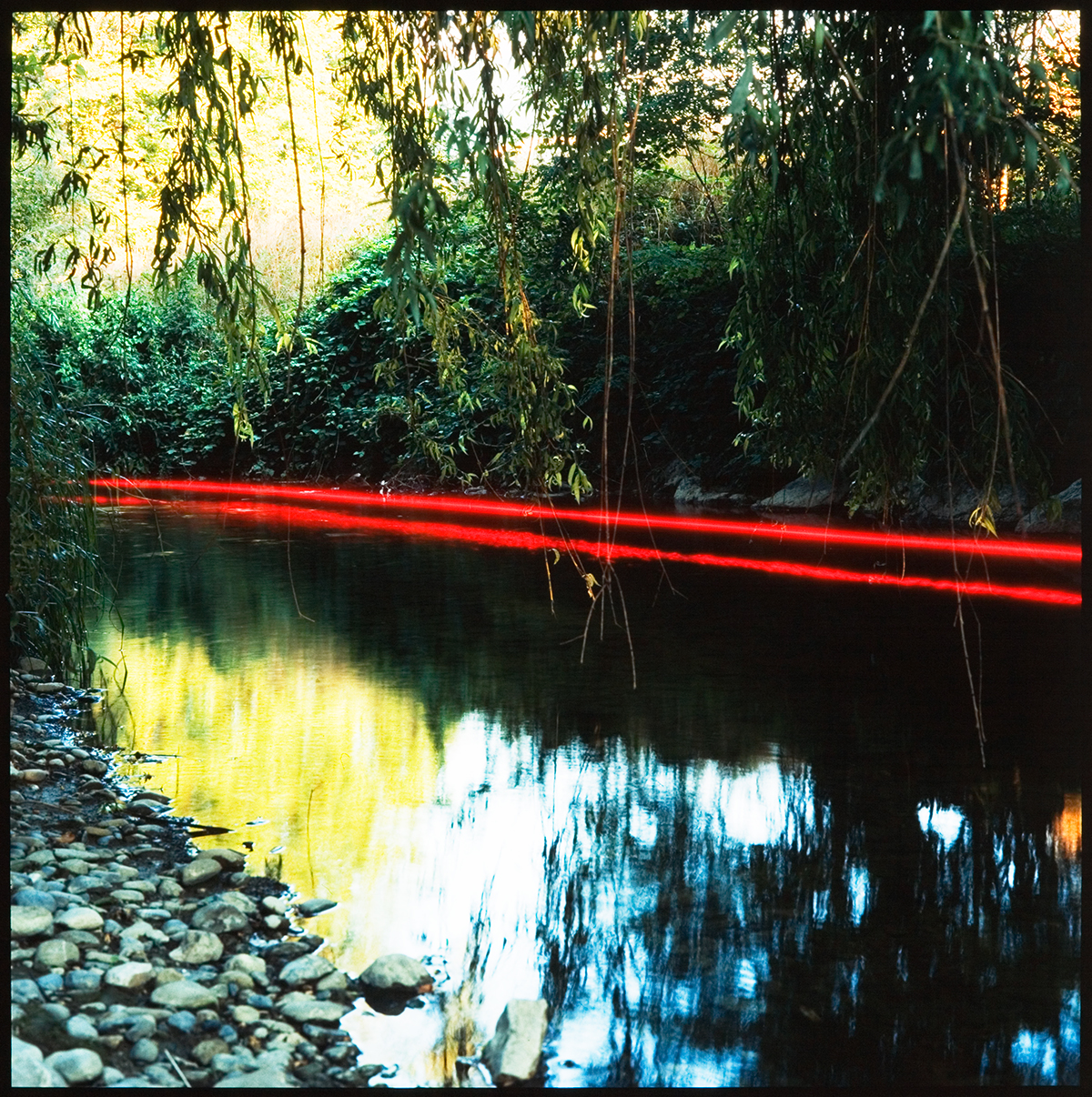
Graffiti rouge #11, 1984, tirage papier Michel Fresson vintage 30 x 30 cm

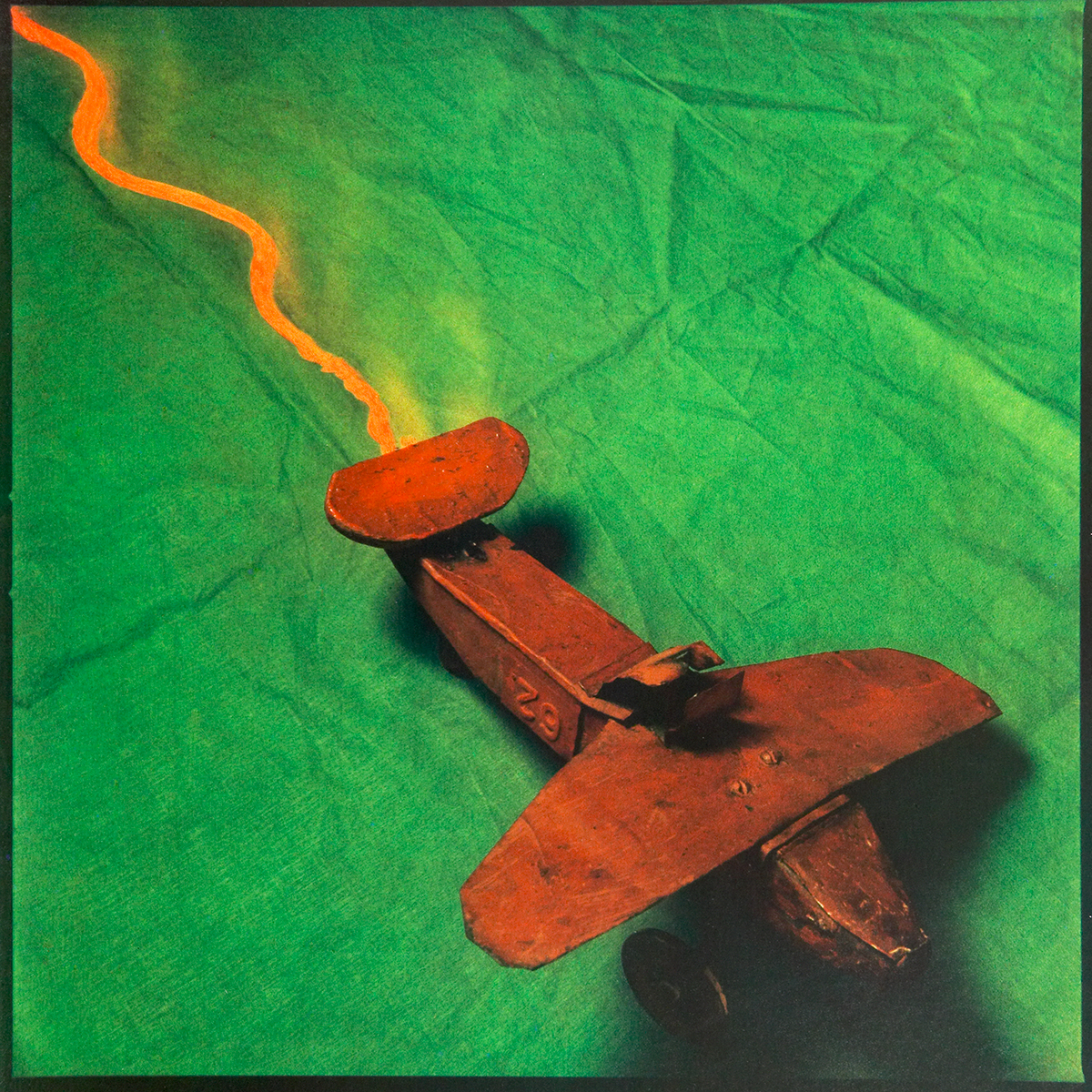
Les jouets #08, 1984, tirage papier Michel Fresson vintage 30 x 30 cm

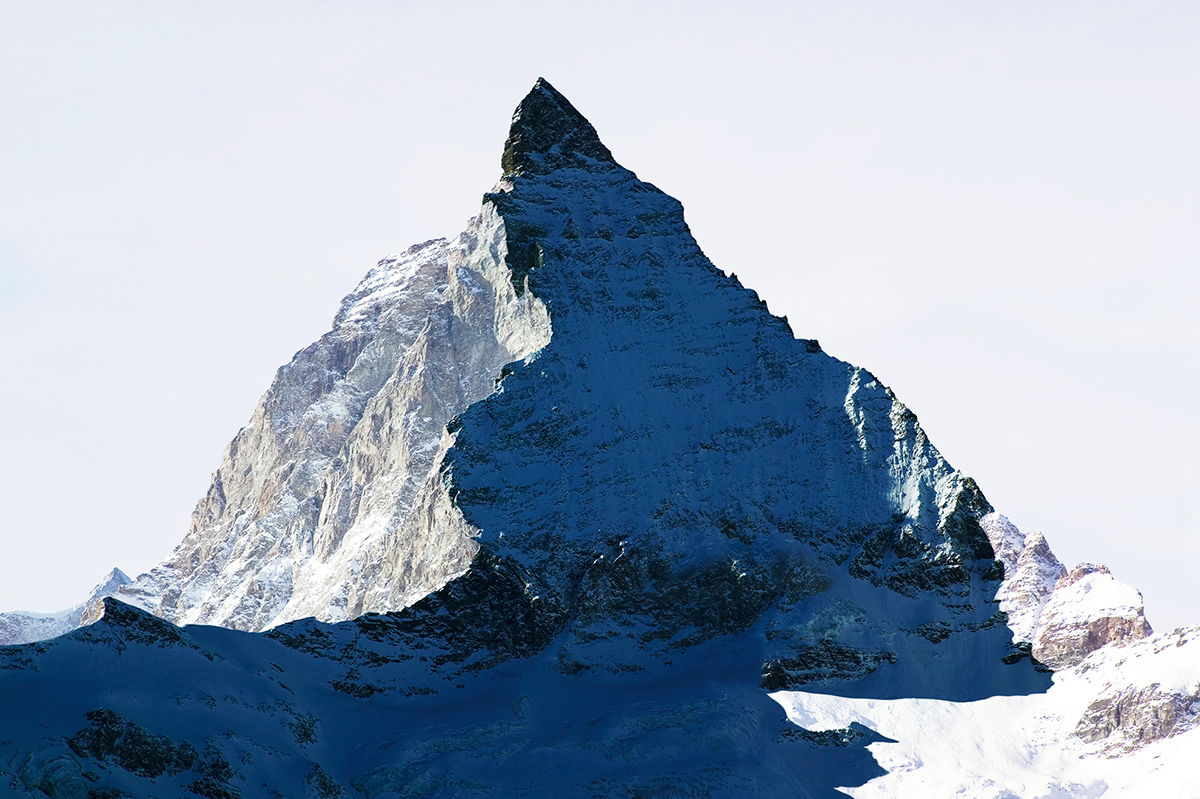
La montagne s’ombre #09, 2005, tirage papier Photo Rag Hahnemühle 107 x 160 cm

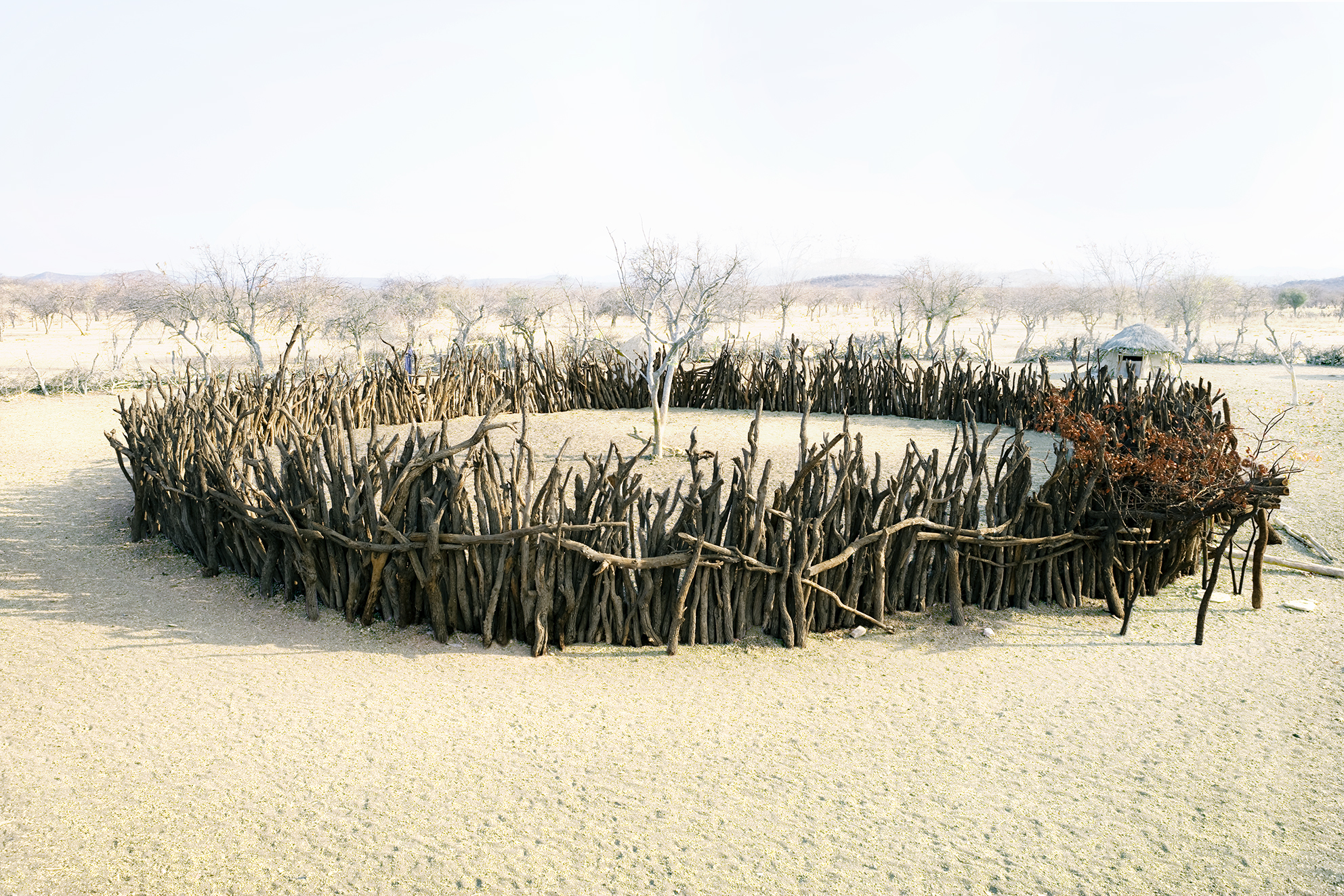
304 Sacred Site, Namibie, 2007, tirage papier Photo Rag Hahnemühle, 40 x 60 cm

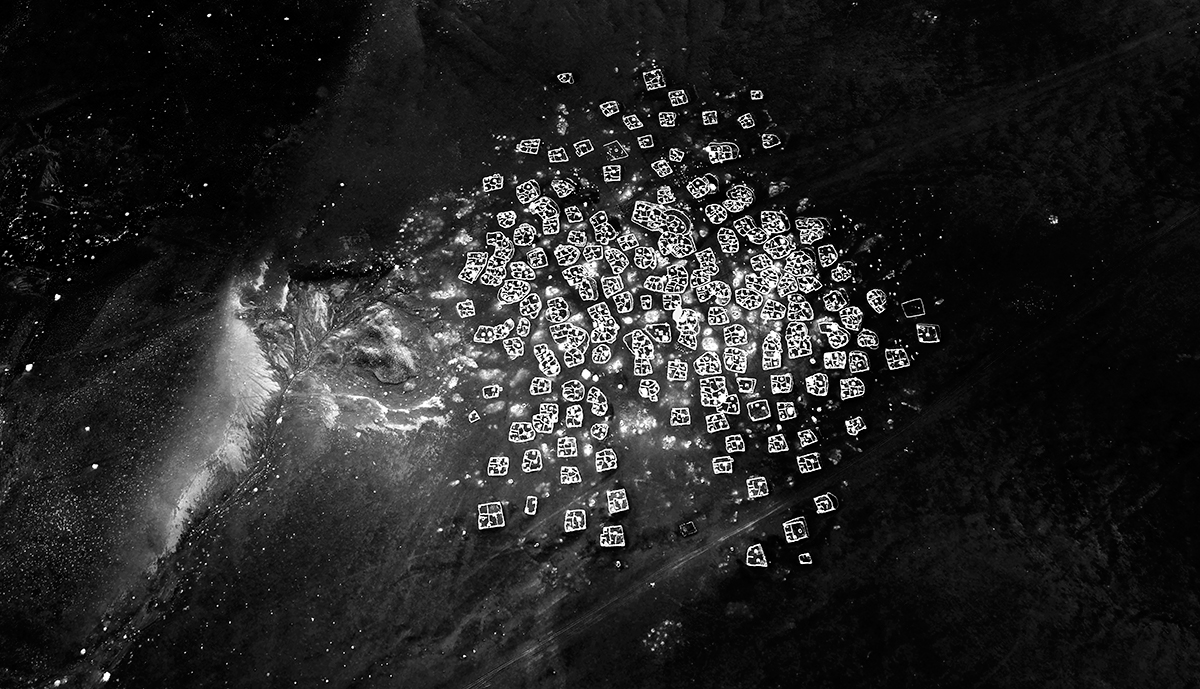
Les cavaliers du diable #60, 2013, tirage papier Photo Rag Hahnemühle, 42 x 73 cm

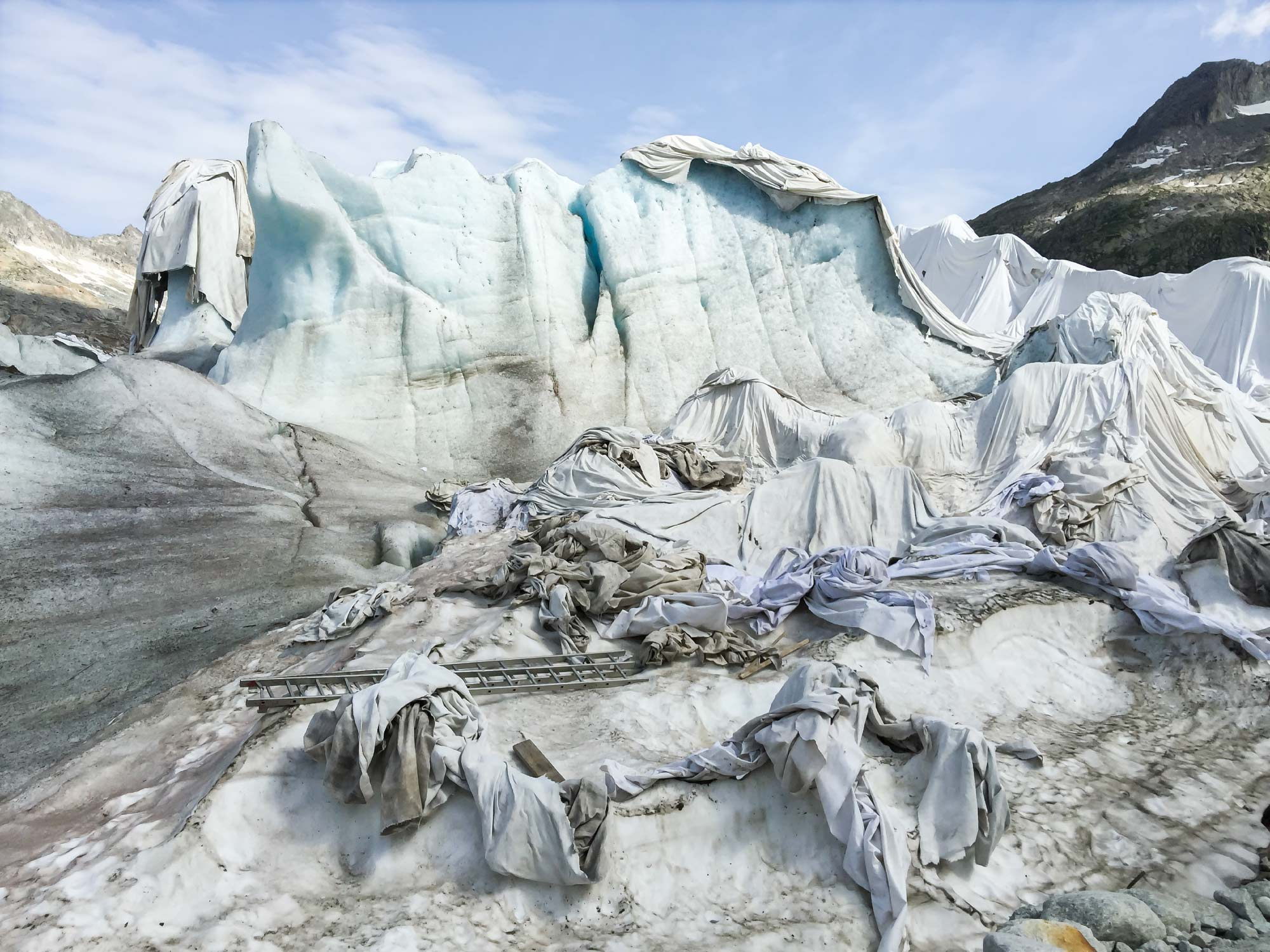
Glaciers #001, Rhonegletscher, 2015, tirage papier Photo Rag Hahnemühle, 60 x 80 cm

Jacques Pugin, né le 20 mai 1954 à Riaz, est un artiste photographe plasticien suisse. 
Il est l’un des précurseurs de la technique du Light painting.

## Biographie et œuvre
À 18 ans, Jacques Pugin s’installe à Zurich pour devenir photographe, contre la volonté de son père. 
Suzanne Abelin, qui anime la Galerie 38, une des premières galeries en Suisse consacrées à la photographie, organise sa première exposition personnelle en 1977. 
Il ouvre son premier atelier en 1978 à Genève. Il effectue un voyage en Grèce, où il réalise un travail photographique qui lui permet d’obtenir en 1979 une bourse fédérale des Arts appliqués (Suisse).

### Le Light painting
Le Light painting consiste à obtenir lors de la prise de vue photographique les traces lumineuses dues soit à l'exposition directe du capteur à la source lumineuse, soit aux objets éclairés. Jacques Pugin intervient dans ses images lors de la prise de vue où a posteriori via les différentes techniques, le dessin, la peinture, les outils numériques. Il réalise une série intitulée Graffiti greffés (1978 – 1979) utilisant la lumière comme un crayon qui lui permet de dessiner à l’intérieur même du processus photographique (Light Painting).  Il obtient trois années consécutives la Bourse fédérale des Beaux-arts (Suisse) (appelé actuellement Prix suisses d’art, Swiss Art Awards) en 1980, 1981 et 1982. 
En 1983, il poursuit avec Graffiti rouges, investiguant désormais la couleur avec la technique du light painting et utilisant des éléments flottant sur l’eau ou le vent. 
En 1984, il réalise une série Les jouets. Dans cette série les traces lumineuses soulignent et lient des corps et des jouets qui cohabitent sur l’image. Cette œuvre entre dans la collection du Centre Georges-Pompidou à Paris et dans la collection de M.et M. Auer qui les publient dans le livre « Une histoire de la photographie » en 2003.
En 1985, lors de la triennale de Fribourg en Suisse, Polaroid met à sa disposition une caméra 50x60cm avec laquelle il réalise la série Les Polaroids, qui intègre la collection éponyme. Il entre dans l’Encyclopédie internationale des photographes, de 1939 à nos jours, éditions Camera obscura.
Dans les années 1990, Jacques Pugin s’intéresse aussi aux images de source vidéo qui donnent lieu à une série de photographies intitulée la Montagne Bleue (1995-1998) et à un livre du même nom, avec un texte de Jean-Michel Olivier. Dans son travail La Montagne bleue, il marie à la fois l’outil informatique et les crayons de couleurs, pour un résultat pictural, à mi-chemin entre la photo et la peinture. 
Il réalise ensuite des séries complètes sur le thème de la végétation. 
Dans les années 2000, il entreprend de nombreux voyages dans le monde, et en particulier dans les déserts d’Afrique, d’Inde et d’Amérique latine pour un travail intitulé Sacred Sites (2002 à aujourd’hui), soutenu par une bourse de la Fondation Leenaards.  
Il se consacre aussi depuis 2005 à son œuvre sur le paysage de montagne, la Montagne s’ombre (2005 – 2013).

### Les Cavaliers du Diable
De 2008 à  2013, pour la première fois Jacques Pugin choisit de travailler non pas sur ses images, mais en utilisant les photos satellitaires tirées de Google Earth pour faire ressortir les stigmates du conflit au Darfour. Ces traces sont les cendres des maisons détruites, brûlées, des exactions perpétuées par les Jenjawids, "les cavaliers du diable", qui ont fait disparaître 300 000 êtres humains. Jacques Pugin, en retirant les couleurs et en inversant les images au négatif, invente une nouvelle manière de montrer la guerre.
Entre 2015 et 2017, Jacques Pugin survole les glaciers victimes du réchauffement climatique. Il se veut témoin, essayant de démontrer que la trace de l'homme n'est toujours pas loin.

## Bourses
- 1979 Bourse fédérale des Arts Appliqués, Suisse
- 1980-1981-1982 Bourse fédérale des Beaux Arts, Prix suisses d'art, Suisse[4]
- 1980 Bourse de la Ville de Genève «Lissignol-Chevalier», Suisse
- 1981 Bourse de la Ville de Genève «Berthoud», Suisse
- 2001 Bourse de la Fondation Leenaards, Lausanne, Suisse[16]

## Collections
- Collections de la Bibliothèque nationale, Paris, France
- Cabinet des Estampes, Genève, Suisse
- Fondation suisse pour la photographie, Fotostiftung Schweiz, Winterthur, Suisse
- Musée de l'Élysée, Lausanne, Suisse
- Fonds municipal d'art contemporain de Genève (FMAC), Suisse.
- Fonds cantonal d'art contemporain Genève, (FCAC), Suisse.
- The Polaroid Collection, Cambridge (États-Unis),
- Musée Réattu, Collection de photographies du festival internationale des Rencontres d'Arles, France
- Collection du Musée Nicephore Niepce à Chalon-sur-Saône, France
- Goro International Press, Tokyo, Japon
- Musée d'Art et d'Histoire de Fribourg, Suisse.
- Collection de M+M Auer, Hermance, Suisse.
- Collection André L’Huillier Genève, Suisse.
- Fonds photographique de la Ville de Montpellier, France
- Collection Bernard Arnault, France
- Collection Chopard, Suisse
- Centre de la Photographie, Genève, Suisse
- Collection de la Banque du Gothard, Lugano, Suisse
- Collection du Centre Georges-Pompidou, Paris, France
- Collection de la Banque Julius Baer, Suisse et collections privées.
- Collection du Musée Gruérien, Bulle, Suisse

## Expositions personnelles (sélection)
- 2021 Galerie Esther Woerdehoff, Genève, Suisse
- 2020 Tracehumance Cheminement photographique de Jacques Pugin[17], Musée Gruérien[18] à Bulle, Fribourg, Suisse[19]
- 2017 Glaciers, Galerie Krisal, Carouge/Genève, Suisse
- 2017 La montagne s’ombre, Art Gallery Heinz Julen, Zermatt, Suisse
- 2016 Festival international du film de montagne Autrans, exposition de la série « Glaciers », Autrans, France
- 2015 Dans le cadre de Le mois de la photo à Montréal, l'exposition "Les cavaliers du diable", LA CONDITION POST-PHOTOGRAPHIQUE, commissaire d'exposition Joan Fontcuberta, Canada
- 2015 Dans le cadre de Photofolies à la galerie Sainte Catherine l'exposition "Les cavaliers du diable" et l'exposition "Graffiti greffés", Rodez, France
- 2015 Galerie Esther Woerdehoff, "Les cavaliers du diable" et "Sacred Site", France
- 2014 Getxophoto 2014, Getxo, "Les cavaliers du diable" commissaire d'exposition Christian Caujolle, Espagne
- 2010 Galerie Kowasa, Barcelona, Espagne
- 2009 Musée de l'Élysée, Lausanne (Suisse)
- 2006 Galerie Krisal, Carouge Genève "La Montagne s'ombre", Suisse
- 2004 Galerie Chambre Claire, Annecy "La Montagne Bleue et Sacred Site", France
- 2002 Galerie Krisal, Carouge Genève « Les déserts », Suisse
- 2000 Photoforum PasquArt Bienne, Bienne, "La montagne bleue", Suisse
- 1999 Galerie Fischlin, "Traversée du désir", Nyon, Suisse
- 1993 Photoforum Pasquart, Bienne, Suisse
- 1990/91 Centre de la Photographie Genève, Suisse
- 1990 Galeria SPECTRUM (en collaboration avec le CENTRE DE LA PHOTOGRAPHIE GENEVE), Zaragoza, Espagne
- 1988 Palais des Congrès et de la Culture, dans le cadre du festival de l’image de la ville du Mans, Le Mans, France
- 1987 Musée de l’Élysée, Lausanne, Suisse
- 1984 Maison de la Culture de Rennes, Rennes, France 1984 Galerie Espace UN, Genève, Suisse
- 1983 Galerie Canon, Amsterdam, Pays-Bas
- 1983 Galerie Viviane Esders, Paris, France
- 1982 Galerie Suzanne Kupfer, Bienne, Suisse
- 1982 Galerie Canon, Genève, Suisse
- 1981 Galerie Viviane Esders, Paris, France
- 1980 Galerie Edwind Engelberts, Genève, Suisse
- 1977 Galerie 38, Zurich, Suisse

## Livres / Catalogues
- 2020 Livre Tracehumance, Cheminement photographique de Jacques Pugin[20], Co-édition du Musée Gruérien de Bulle et de Sturm & Drang Publishers  (ISBN 978-3-906822-38-9)
- 2014 Livre "Les cavaliers du diable", préface de Christian Caujolle  (ISBN 978-2-9547796-0-7)
- 2014 Livre "La montagne s'ombre", avec un texte de Daniel Girardin, conservateur du Musée de L'Élysée à Lausanne  (ISBN 978-2-9547796-1-4)
- 2006 Livre coffret, 36 photographies de Jacques Pugin, accompagnées d'un texte de Daniel Girardin, conservateur du Musée de L'Élysée à Lausanne
- 1998 Livre "La montagne bleue", avec un texte de Jean-Michel Olivier, Collection Photoarchives 10, Ides et Calendes, Neuchâtel, Suisse.
- 1990 Catalogue "Jacques Pugin" SPAS Locarno, Suisse
- 1990 Catalogue "Trace dans le monde physique" Centre de la Photographie, Genève, Suisse
- 1983 Catalogue, Galerie Fotografia Oltre, Suisse
- 1982 Catalogue «Espace-Ligne» Canon Gallery, Genève, Suisse
- 1980 «Graffiti greffés I» portfolio, Galerie E. Engelberts, Suisse «Graffitis greffés II» portfolio, Galerie E. Engelberts, Suisse «Cinq mètres» Galerie E. Engelberts, Suisse
- 1979 Catalogue «Graffiti greffés» Galerie E. Engelberts, Genève, Suisse